# Комманд-Ридж
Комманд-Ридж — гора, высочайшая точка Науру. Высота — 71 метр (233 фута).

## Расположение
Гора расположена на юго-западе острова Науру, в округе Айво и на границе округа Буада.
Холм представляет собой удлинённое возвышение рельефа, ориентированное с северо-северо-востока на юго-юго-запад. Комманд-Ридж состоит из известковых болтов кораллового происхождения, между которыми находится фосфат. Науруанская фосфатная корпорация находится напротив горы, поэтому на вершину можно попасть по железной дороге Науру, по которой доставляются фосфориты.

## История
Во время Второй мировой войны остров был взят японскими войсками в 1942 году. Они устанавливают на Комманд-Ридж несколько противовоздушных орудий и сеть бункеров. Остатки двух из этих орудий и бункеров ещё сохранились. По мнению директора музея «Истории Науру», гора и следы войны имеют важный туристический потенциал.

## Достопримечательность
Отсюда можно одним взглядом окинуть всё государство Науру, а также осмотреть японские оборонительные позиции, на которых сохранились два больших орудия береговой обороны, бункер связи и целая сеть траншей.

## На науруанском языке
Местные народы и поселения называют вершину Джанор (наур. Janor).